# Scout24
 (novembre 2012).
Si vous disposez d'ouvrages ou d'articles de référence ou si vous connaissez des sites web de qualité traitant du thème abordé ici, merci de compléter l'article en donnant les références utiles à sa vérifiabilité et en les liant à la section « Notes et références ».
 (mars 2014).
Le groupe Scout24 est une holding basée à Munich qui gère en Europe plusieurs sociétés de services en ligne. En 2004 le groupe T-Online International AG a acquis Scout24 de la compagnie Beisheim Holding Suisse (Otto Baeisheim). Grâce à la fusion de la T-Online International AG et la Deutsche Telekom, le groupe Scout24 est une filiale directe de la Deutsche Telekom depuis juin 2006.
En 2011, la Deutsche Telekom a vendu le Site de bourse aux emplois appartenant auparavant à Scout24, JobScout24 à la société CareerBuilder.
En 2014, Hellman & Friedman détient 70 % du groupe, la Deutsche Telekom garde 30 %.
Le groupe Scout24 est actif dans 22 pays en proposant des services et en posant des annonces pouvant atteindre 14 millions d’utilisateurs uniques.
Le groupe Scout24 emploie environ 1 300 personnes.
Scout24 Holding GmbH détient 50,1 % de la compagnie Scout24 Schweiz AG.

## Les sites de services
- ImmobilienScout24 : Immobilier (présence dans 7 pays)
- AutoScout24 : Véhicules d'occasion (présence dans 18 pays)
- FriendScout24 : Rencontres  (présence dans 7 pays)
- FinanceScout24 : Finance  (présence dans 1 pays)
- TravelScout24 : Voyages  (présence dans 1 pays)

### AutoScout24
AutoScout24 est le site internet de petites annonces de véhicule d'occasion du groupe Scout24.
Fondé en 1998 en Allemagne par Nicola Carbonari et Nikolas Deskovic, AutoScout24 existe aujourd’hui dans 18 pays (Allemagne, Autriche, Belgique, Bulgarie, Croatie, Espagne, France, Italie, Luxembourg, Pays-Bas, Pologne, République Tchèque, Roumanie, Russie, Suède, Suisse, Turquie et Ukraine).
AutoScout24 est le premier site européen d’annonces auto avec plus de 1,8 million de voitures d’occasion. Le dépôt d’annonce est gratuit pour les particuliers. Chaque annonce déposée est automatiquement traduite en 18 langues et accessible depuis tous les pays d’Europe. Pour les professionnels de l'automobile (concessionnaires, garagistes, MRA, agents), AutoScout24 met à disposition un service de suivi et des outils permettant de gérer leur stock de véhicules d'occasion.
En 2011, AutoScout24 diffuse plus de 1,8 million de petites annonces auto chaque jour dans toute l'Europe.